# 電影=.紀念日
小白兔唱片在2007年首度和臺灣電影界合作發行《夏天的尾巴電影原聲帶》。音樂和電影的合作，在國際間一直是一個很重要的交流，於是在這個重要的里程碑上，小白兔唱片決定推出第二張小白兔音樂合輯《電影=.紀念日》。
《電影=.紀念日》中收錄了小白兔唱片代理的外國樂團The Octopus Project （页面存档备份，存于）、Giardini di Mirò和國內的Enno、阿飛西雅、甜梅號、橘娃娃、滅火器共八首歌。
這張合輯並沒有正式銷售，只透過贈送、合購等方式才可以獲得。

## 專輯曲目
1. 夏天的尾巴｜Enno+阿飛西雅 - 04:11
2. 愛的墮落｜阿飛西雅 - 03:41
3. 河那邊｜阿飛西雅 - 02:14
4. 河畔建築鼓譟｜甜梅號 - 03:29 這首歌為短版
5. 你小小的｜橘娃娃 - 03:54
6. 人生｜滅火器 - 03:14
7. The Adjustor｜The Octopus Project （页面存档备份，存于） - 02:55
8. Cold Perfection｜Giardini di Mirò - 05:01

## 資料來源
1. ↑  . 小白兔唱片.   [2009-11-08].[]
2. ↑  . 小白兔唱片.   [2009-11-08].[]

## 外部連結
- 《電影紀念日》小白兔音樂城[]